# Warri Wolves
Warri Wolves FC este un club de fotbal din Nigeria, fondat în 1998, își are sediul în orasul Lagos. Echipa concurează în liga a doua, al doilea eșalon al fotbalului nigerian.